# زقين مميز
زقين مميز (الاسم العلمي:Diascia insignis) هو نوع من النباتات يتبع جنس الزقين من الفصيلة الغدبية.